# Marathon van Madrid 1996
De marathon van Madrid 1996 werd gelopen op zondag 28 april 1996. Het was de negentiende editie van deze marathon.
De overwinning bij de mannen ging naar de Rus Sergei Struganov in 2:19.26. Bij de vrouwen was de Spaanse Montserrat Martinez het snelste. Zij won in 2:48.16.

## Uitslagen

### Mannen
| rang   | naam                 | land | tijd    |
| ------ | -------------------- | ---- | ------- |
| Goud   | Sergei Struganov     | RUS  | 2:19.26 |
| Zilver | Fermin Martinez      | ESP  | 2:21.00 |
| Brons  | Ramiro Matamoros     | ESP  | 2:21.28 |
| 4      | Jose-Maria Fernandez | ESP  | 2:22.15 |

### Vrouwen
| rang   | naam                | land | tijd    |
| ------ | ------------------- | ---- | ------- |
| Goud   | Montserrat Martinez | ESP  | 2:48.16 |
| Zilver | Olga Sokolova       | RUS  | 2:50.14 |
| Brons  | Maria Lopez         | ESP  | 2:52.08 |
| 4      | Elena Motalova      | RUS  | 2:54.40 |

1978 ·
1979 ·
1980 ·
1981 ·
1982 ·
1983 ·
1984 ·
1985 ·
1986 ·
1987 ·
1988 ·
1989 ·
1990 ·
1991 ·
1992 ·
1993 ·
1994 ·
1995 ·
1996 ·
1997 ·
1998 ·
1999 ·
2000 ·
2001 ·
2002 ·
2003 ·
2004 ·
2005 ·
2006 ·
2007 ·
2008 ·
2009 ·
2010 ·
2011 ·
2012 ·
2013 ·
2014 ·
2015 ·
2016 ·
2017